# Regnéville-sur-Mer
Regnéville-sur-Mer ist eine französische Gemeinde mit 731 Einwohnern (Stand 1. Januar 2022) im Département Manche in der Region Normandie. Sie gehört zum Arrondissement Coutances und zum Kanton Coutances.

## Lage
Die Côte des Havres bildet im Westen und im Norden die Grenze zwischen Régneville-sur-Mer und dem Ästuar des Ärmelkanals, der unterhalb der Ortschaft auch die Sienne aufnimmt. Nachbargemeinden sind Orval-sur-Sienne im Osten und Montmartin-sur-Mer im Süden.

## Bevölkerungsentwicklung
| Jahr      | 1962 | 1968 | 1975 | 1982 | 1990 | 1999 | 2008 | 2018 |
| --------- | ---- | ---- | ---- | ---- | ---- | ---- | ---- | ---- |
| Einwohner | 889  | 829  | 790  | 793  | 769  | 790  | 833  | 738  |

## Sehenswürdigkeiten
- Burg Regnéville
- Kirche Saint-Étienne im Weiler Grimouville
- Kirche Saint-Étienne im Weiler Urville
- Kirche Notre-Dame
- ehemaliges Fort Les Fours à chaux du Rey, Monument historique seit 1991
- Lavoir, Monument historique seit 1989
- Herrenhaus Manoir de Crux, Monument historique seit 1975

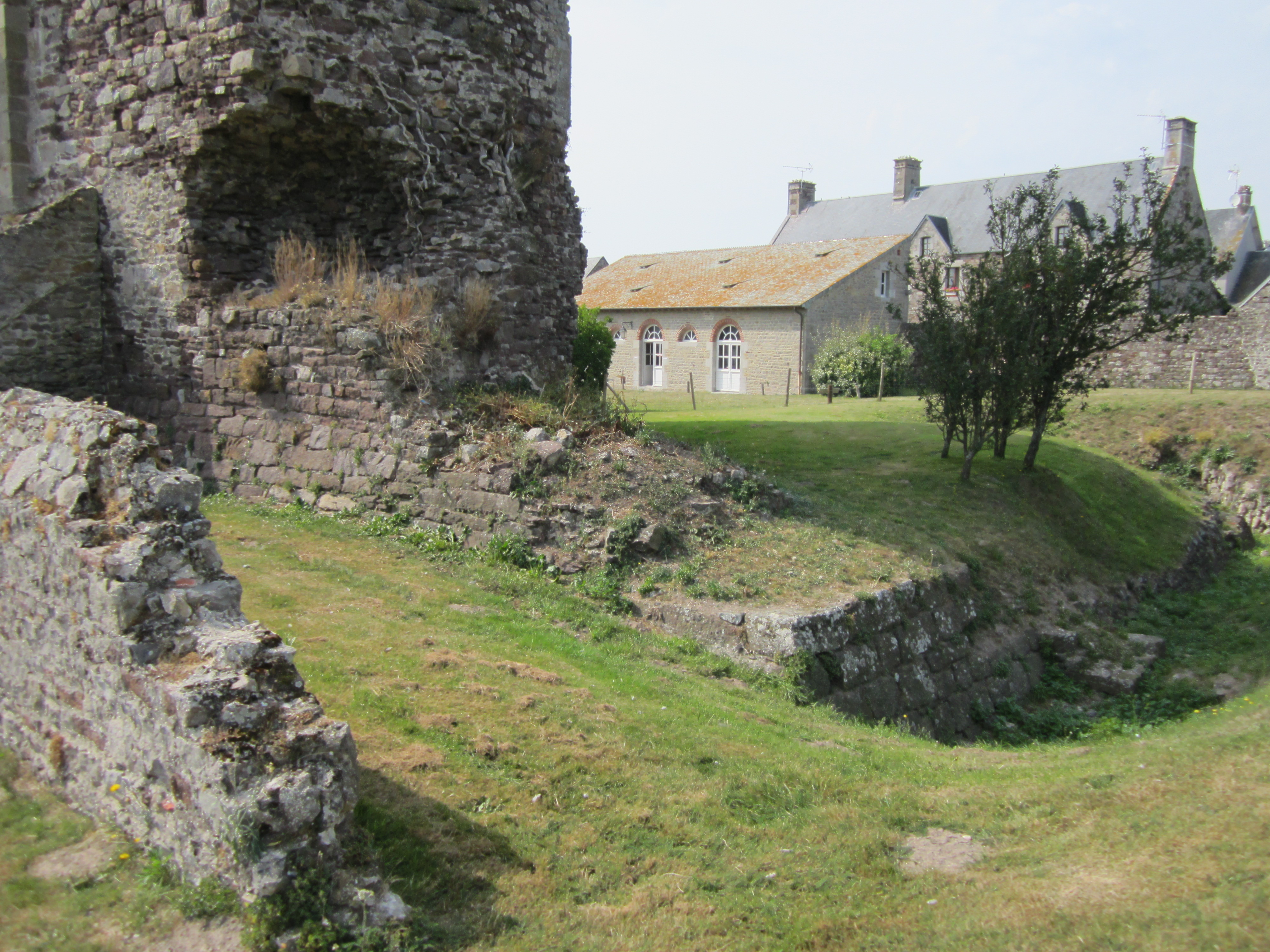
Teil der Burgruine von Regnéville-sur-Mer
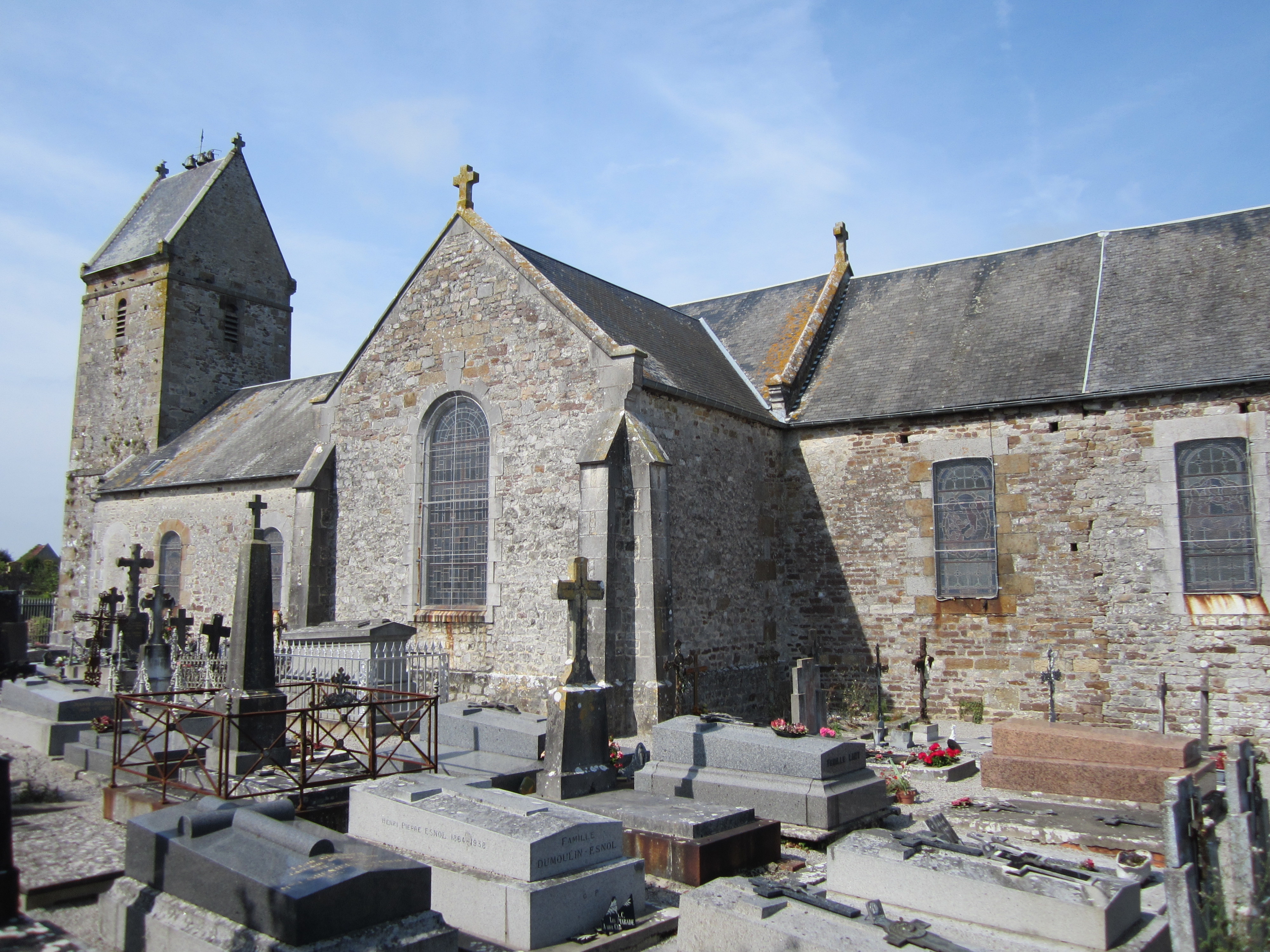
Kirche Saint-Étienne von Grimouville
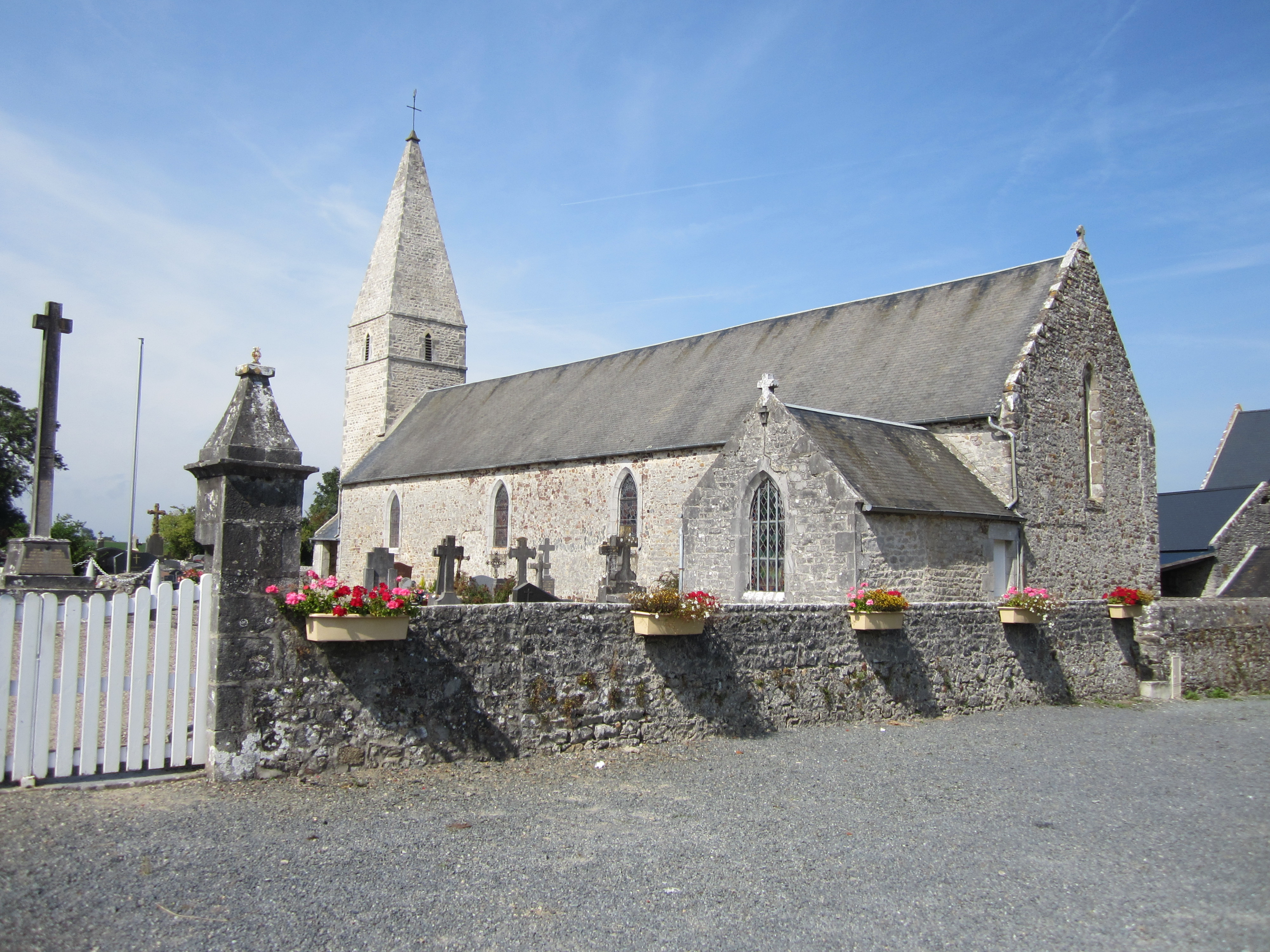
Kirche Saint-Étienne von Urville
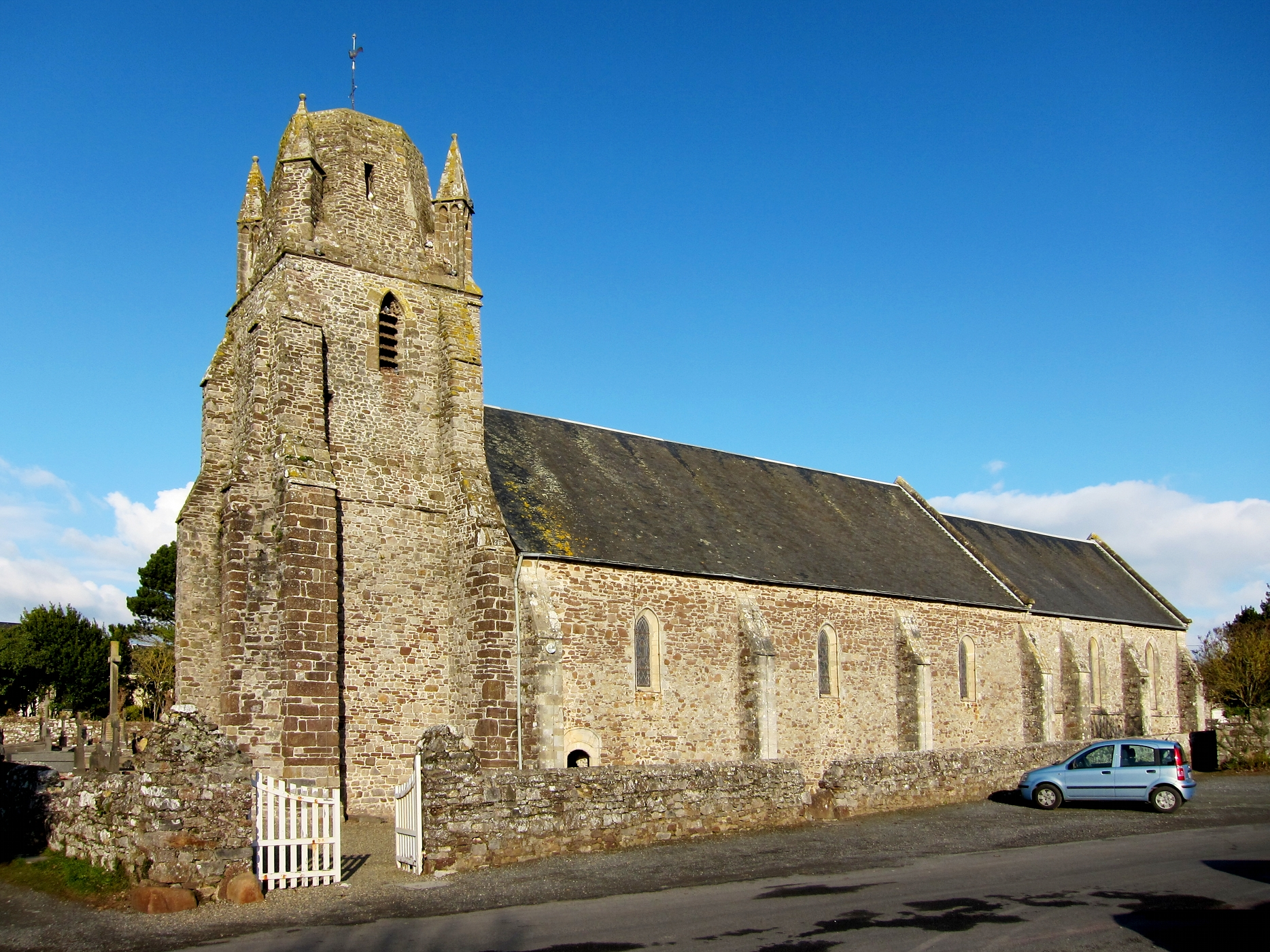
Kirche Notre-Dame
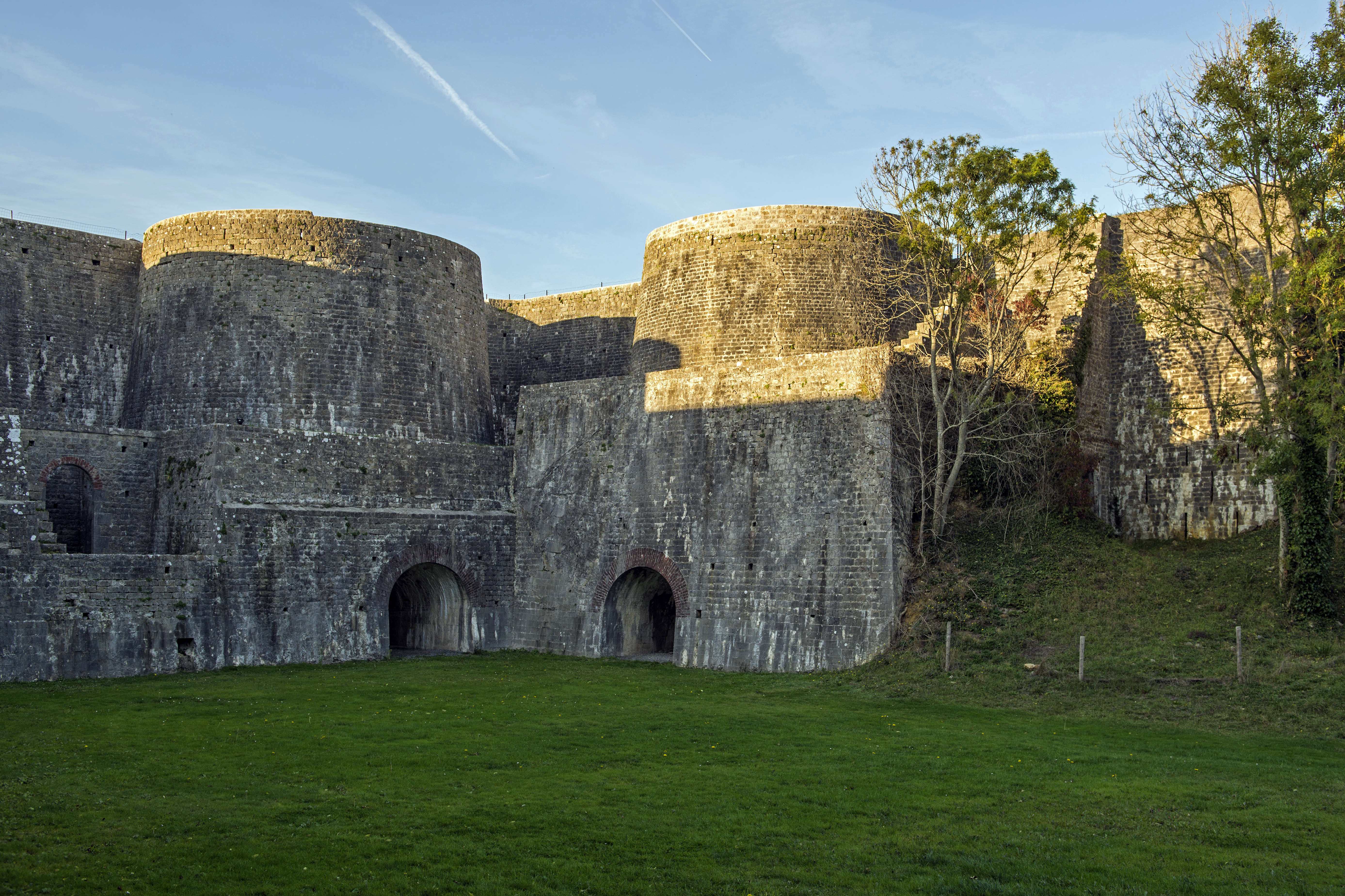
Les Fours à chaux du Rey
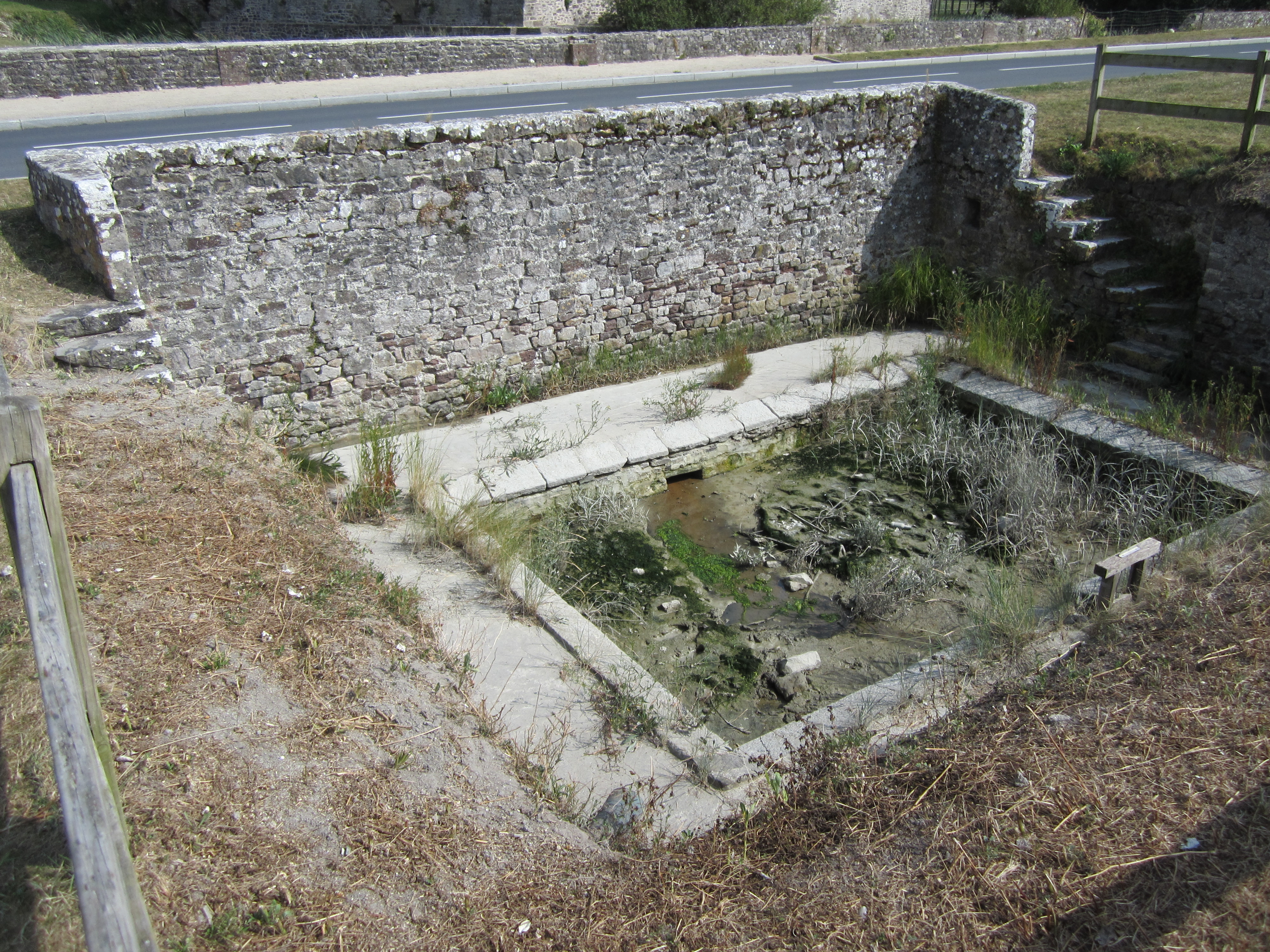
Lavoir